# Ptecticus nigrifrons
Ptecticus nigrifrons är en tvåvingeart som beskrevs av Günther Enderlein 1914. Ptecticus nigrifrons ingår i släktet Ptecticus och familjen vapenflugor. Inga underarter finns listade i Catalogue of Life.